# Elbgrund
Elbgrund ist ein Ortsteil der Gemeinde Elbtal im mittelhessischen Landkreis Limburg-Weilburg. Der Ort ist mit über 770 Einwohnern der größte der Gemeinde und besteht aus den beiden heute noch im Ortsbild deutlich erkennbaren Vorgängerorten Waldmannshausen und Mühlbach.

## Geographische Lage
Der Ort liegt im südlichen Westerwald. Die Bundesstraße 54 durchschneidet Elbgrund, westlich des Ortes verläuft der Elbbach, der auch die Westgrenze der Gemarkung bildet. Durch die beiden alten Ortskerne und die versuche, die Lücke zwischen beiden zu schließen, ergibt sich ein in Richtung Nordwesten-Südosten gestrecktes Bebauungsbild.
An die grob rautenförmige Gemarkung mit zwei Ausläufern nach Nordwesten und Nordosten grenzen im Westen Frickhofen, im Norden Langendernbach (beide Gemeinde Dornburg), im Nordosten Hausen und im Südosten Ellar, beides Waldbrunner Ortsteile, und im Süden der Elbtaler Verwaltungssitz Dorchheim.
Das Gelände fällt insgesamt nach Westen zum Tal des Elbbachs hin ab. Zudem stellt der in Richtung Südwesten dem Elbbach zufließende Mühlbach, der die beiden Vorgängerorte trennte, einen weiteren Geländeeinschnitt dar, der sich quer durch den Ort zieht. Der niedrigste Punkt der Gemarkung befindet sich im Südwesten am Elbbach bei rund 180 Metern, der höchste im Nordosten der Gemarkung bei etwa 380 Metern. Die Fläche außerhalb der Ortslage wird in erster Linie landwirtschaftlich genutzt. Ausnahmen sind der nordöstliche Ausläufer der Gemarkung, der in einen von Mischwald bedeckten Höhenzug hineinreicht, die Aue des Elbbachs im Westen und ein Basaltsteinbruch nordöstlich des Orts.

## Geschichte

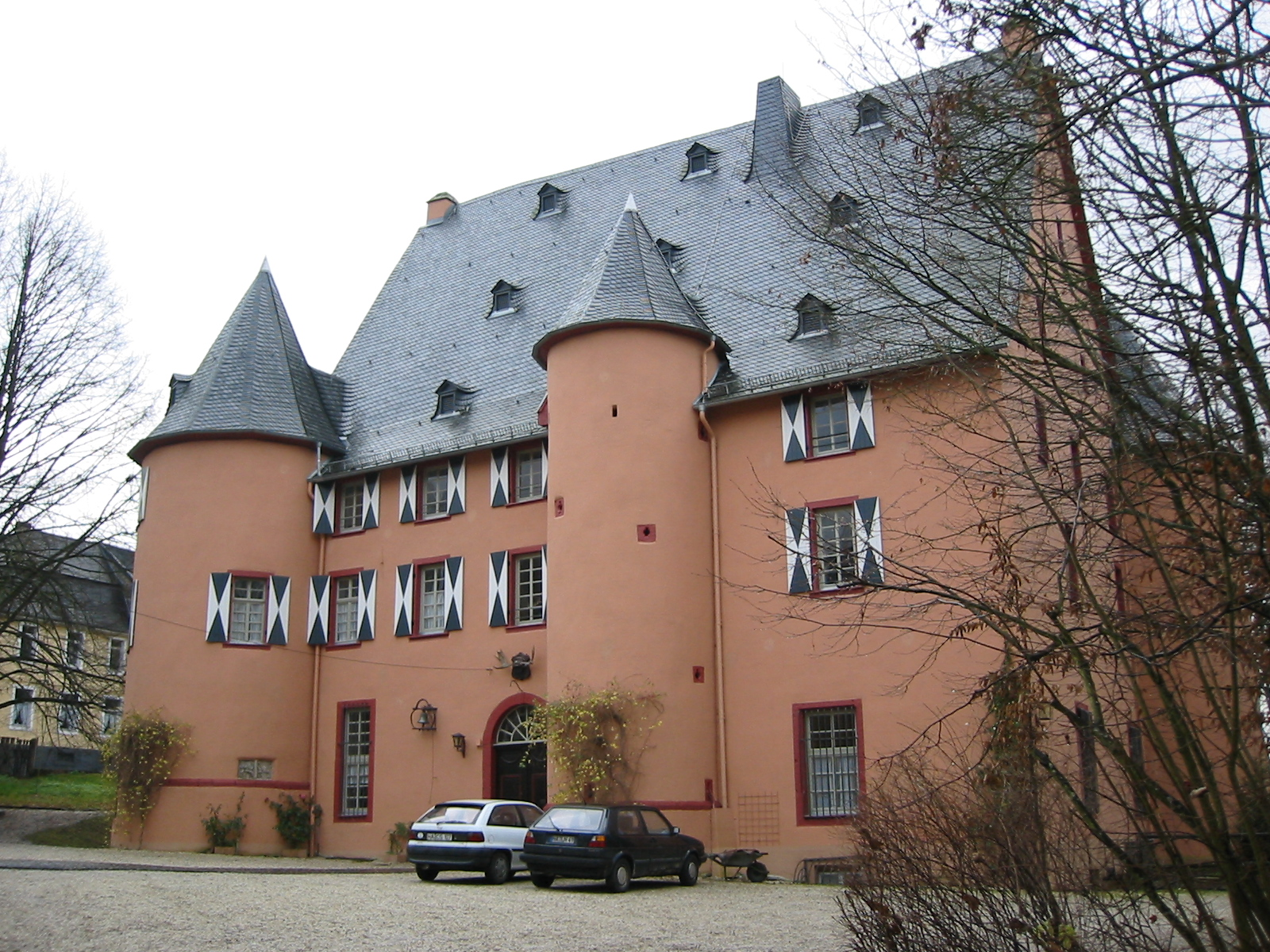
Burg Waldmannshausen

### Ortsgeschichte
Die beiden Vorgängerorte Mühlbach und Waldmannshausen gehörten im Mittelalter und der frühen Neuzeit zum Kirchspiel Blasiusberg. 1896 wurden sie der Pfarrvikarie Dorchheim zugeordnet. Für 1231 sind in Mühlbach Besitzungen des Deutschen Ordens verbürgt.
Das markanteste Gebäude Elbgrunds ist die 1486 erbaute Burg Waldmannshausen, heute ein Schullandheim. 1780 erhielt der Ort ein Schulhaus, das heute als Gemeinschaftshaus genutzt wird.
Mühlbach und Waldmannshausen schlossen sich 1937 zu Elbgrund zusammen. Bereits zuvor hatten beide Orte Einrichtungen wie Kirche, Friedhof und Schule gemeinsam betrieben und geraume Zeit einen gemeinsamen Bürgermeister gehabt, der aber unabhängig von beiden Orten gewählt worden war.
Hessische Gebietsreform (1970–1977)
Am 1. Juli 1974 wurden im Zuge der Gebietsreform in Hessen die bis dahin eigenständige Gemeinde Elbgrund kraft Landesgesetz mit der Gemeinde Elbtal zur neuen Gemeinde mit dem Namen Elbtal zusammengeschlossen. Sitz der Gemeindeverwaltung ist der Ortsteil Elbtal-Dorchheim.
Ortsbezirke nach der Hessischen Gemeindeordnung wurden nicht errichtet.

### Die von Waldmannshausen
Waldmannshausen war Sitz einer auch überregional bedeutsamen niederadligen Familie. Sie wird im Jahr 1136 erstmals erwähnt. Vermutlich bereits 1220 erlangten sie das Amt des Walpoden der Grafschaft Diez und banden es auf Dauer an die Familie. Seit dem Ende des 13. Jahrhunderts wurde die Amtsbezeichnung zum Namensbestandteil mehrerer Zweige der Familie. Eine sichere Stammfolge lässt sich jedoch erst vom Ende des 14. Jahrhunderts an fassen. Stammsitz des Hauses war die Alte Burg am heutigen Ortsrand. Zusätzlich muss spätestens 1394 ein Walpodenhof bestanden haben, der 1588 als baufällig letztmals erwähnt wird. Im Jahr 1488 ließ Thebes von Waldmannshausen die Burg Waldmannshausen fertigstellen. Trotz des vergleichsweise langen Bestehens der Familie und der räumlich weit gestreuten Beamtenfunktionen ihrer Mitglieder blieb der Besitz stark auf die Herkunftsregion im örtlichen Westerwald konzentriert.
Insbesondere vom 15. Jahrhundert an erscheinen Mitglieder der Familie als Beamte benachbarter Territorien auf, darunter die Landgrafschaft Hessen und die Grafschaften Nassau, Wied und Leiningen-Westerburg, vom 16. Jahrhundert an auch Nassau-Dillenburg, Oranien und die Kurpfalz. Wichtige Mitglieder waren:
- Thebus oder Debus (=Matthäus, ersterwähnt 1482, † 31. Oktober 1506), nassau-dillenburgischer Amtmann und Gesandter und angeblich kaiserlicher Rat
- Meffert oder Meffert Kubel (ersterwähnt 1488, † 1530), Johann (ersterwähnt 1528, †vor 1567), Komtur des Deutschen Ordens in Koblenz und Waldbreitbach
- Liebmuth (ersterwähnt 1535, † 22. März 1578), Äbtissin in Gnadenthal
- Wilhelm (* 3. November 1522, † 13. November 1591), kurkölnischer Hofmeister
- Philipp (* 30. März 1525, † 3. Oktober 1596), nassau-idsteinischer Hofmeister und nassau-weilburgischer Rat
- Matthäus (* 11. März 1530, † Februar 1582), Beisitzer am Hofgericht Marburg, nassau-dillenburgischer Rat
- Johann (* 8. Juli 1531, † 5. September 1615), Professor der Theologie in Marburg
- Johann Kraft (ersterwähnt 1591, † 1638), hanau-lichtenberger Hofmeister im Elsass
- Hermann (* 1572, † August 1621), nassau-beilsteinischer Hofmeister, Offizier in nassau-diezer und kurpfälzischen Diensten
- Hans Georg (ersterwähnt 1603, † 30. Oktober 1654), nassau-hadamarischer Hofmeister, Kunigund (erwähnt von 1615 bis 1625), nassau-dillenburgische Hofmeisterin
- Burkhard (ersterwähnt 1593, † 14. März 1625), Offizier in zahlreichen Diensten, kurpfälzischer Kriegsrat und Söldnerführer unter anderem unter Peter Ernst II. von Mansfeld

Im Mannesstamm starb die Familie kurz nach 1625 aus, in weiblicher Linie kurz vor 1697.
Neben dieser bekannteren Familie von Waldmannshausen gab es ein weiteres Rittergeschlecht, das sich nach dem Ort nannte. Es ist allerdings nur von 1270 bis 1424 nachweisbar und scheint keine überörtliche Bedeutung gehabt zu haben.

### Verwaltungsgeschichte im Überblick
Die folgende Liste zeigt die Staaten und Verwaltungseinheiten, denen die Ortschaften Waldmannshausen, Mühlbach und Elbgrund angehört(e):
- Waldmannshausen und Mühlbach bis 1925:
  - Im Früh- und Hochmittelalter: Herrschaft Ellar. Die Herrschaft Ellar bestand im Früh- und Hochmittelalter aus den Zenten Lahr, Elsoff (Westerwaldkreis, Rheinland-Pfalz), Niederzeuzheim und Frickhofen (Bleseberg), weshalb die Herrschaft auch als die „Vier Zehnten“ bezeichnet wurde.
  - bis 1367: Heiliges Römisches Reich, Grafschaft Diez (1337–1405 als Pfand zur Grafschaft Hadamar)
  - 1367–1405: Heiliges Römisches Reich, als Teil der „Vier Zehnten“ Grafschaft Katzenelnbogen
  - 1405–1479: Heiliges Römisches Reich, „Vier Zehnten“ (1/3 im Besitz von Nassau-Dillenburg und 2/3 im Besitz der Grafschaft Katzenelnbogen)
  - 1479–1534: Heiliges Römisches Reich, „Vier Zehnten“ (2/3 der Landgrafschaft Hessen und 1/3 den Grafen von Nassau-Dillenburg)
  - 1534–1557: Heiliges Römisches Reich, „Vier Zehnten“ (Landgrafschaft Hessen, die Grafen von Nassau-Dillenburg und Kurtrier je 1/3)
  - 1557–1606: Heiliges Römisches Reich, Grafschaft Sayn, „Vier Zehnten“
  - 1606–1650: Heiliges Römisches Reich, Grafschaft Nassau-Hadamar, „Vier Zehnten“
  - 1650–1711: Heiliges Römisches Reich, Fürstentum Nassau-Hadamar, Amt Mengerskirchen
  - 1717–1743: Heiliges Römisches Reich, Fürstentum Nassau-Dillenburg, Amt Mengerskirchen
  - 1743–1806: Heiliges Römisches Reich, Grafen von Nassau-Diez als Teil des Fürstentums Nassau-Oranien, Amt Mengerskirchen
  - 1806–1813: Großherzogtum Berg,[Anm. 2] Département Sieg, Arrondissement Dillenburg, Kanton Hadamar
  - 1813–1815: Fürstentum Nassau-Oranien, Amt Mengerskirchen
  - ab 1816: Herzogtum Nassau,[Anm. 3] Amt Hadamar[Anm. 4]
  - ab 1849: Herzogtum Nassau, Kreisamt Hadamar
  - ab 1854: Herzogtum Nassau, Amt Hadamar
  - ab 1867: Norddeutscher Bund[Anm. 5], Königreich Preußen,[Anm. 6] Provinz Hessen-Nassau, Regierungsbezirk Wiesbaden, Oberlahnkreis[Anm. 7]
  - ab 1871: Deutsches Reich, Königreich Preußen, Provinz Hessen-Nassau, Regierungsbezirk Wiesbaden, Oberlahnkreis
  - ab 1886: Deutsches Reich, Königreich Preußen, Provinz Hessen-Nassau, Regierungsbezirk Wiesbaden, Kreis Limburg
  - ab 1918: Deutsches Reich (Weimarer Republik), Freistaat Preußen, Provinz Hessen-Nassau, Regierungsbezirk Wiesbaden, Kreis Limburg
  - am 1. Oktober 1937 werden Mühlbach und Waldmannshausen zu Elbgrund zusammengeschlossen.[7]
- Elbgrund:
  - ab 1944: Deutsches Reich, Freistaat Preußen, Provinz Nassau, Landkreis Limburg
  - ab 1945: Amerikanische Besatzungszone,[Anm. 8] Groß-Hessen, Regierungsbezirk Wiesbaden, Landkreis Limburg
  - ab 1946: Amerikanische Besatzungszone, Land Hessen, Regierungsbezirk Wiesbaden, Landkreis Limburg
  - ab 1949: Bundesrepublik Deutschland, Land Hessen, Regierungsbezirk Wiesbaden, Landkreis Limburg
  - ab 1968: Bundesrepublik Deutschland, Land Hessen, Regierungsbezirk Darmstadt, Landkreis Limburg
  - ab 1974: Bundesrepublik Deutschland, Land Hessen, Regierungsbezirk Darmstadt, Landkreis Limburg-Weilburg, Gemeinde Elbtal[Anm. 9]
  - ab 1981: Bundesrepublik Deutschland, Land Hessen, Regierungsbezirk Gießen, Landkreis Limburg-Weilburg, Gemeinde Elbtal

## Bevölkerung

### Einwohnerentwicklung
Waldmannshausen
Belegte Einwohnerzahlen bis 1925 sind:
| - 1612: 011 Familien - 1679: 004 Familien - 1885: 129 Einwohner, 24 Wohngebäude                                                                             | Waldmannshausen: Einwohnerzahlen von 1834 bis 1925 Jahr Einwohner 1834 148 1840 149 1846 156 1852 160 1858 143 1864 155 1871 144 1875 142 1885 129 1895 95 1905 100 1910 115 1925 112 Datenquelle: Histo  risches Ge  mein  de  ver  zeich  nis für Hessen: Die Be  völ  ke  rung der Ge  mei  nden 1834 bis 1967. Wies  baden: Hes  sisches Statis  tisches Lan  des  amt, 1968. |  |     |           |
| Waldmannshausen: Einwohnerzahlen von 1834 bis 1925 | |  |     |           |
| Jahr | |  |     | Einwohner |
| 1834 | 1834 |  | 148 | 148       |
| 1840 | 1840 |  | 149 | 149       |
| 1846 | 1846 |  | 156 | 156       |
| 1852 | 1852 |  | 160 | 160       |
| 1858 | 1858 |  | 143 | 143       |
| 1864 | 1864 |  | 155 | 155       |
| 1871 | 1871 |  | 144 | 144       |
| 1875 | 1875 |  | 142 | 142       |
| 1885 | 1885 |  | 129 | 129       |
| 1895 | 1895 |  | 95  | 95        |
| 1905 | 1905 |  | 100 | 100       |
| 1910 | 1910 |  | 115 | 115       |
| 1925 | 1925 |  | 112 | 112       |
| Datenquelle: Historisches Gemeindeverzeichnis für Hessen: Die Bevölkerung der Gemeinden 1834 bis 1967. Wiesbaden: Hessisches Statistisches Landesamt, 1968. | |  |     |           |

Mühlbach
Belegte Einwohnerzahlen bis 1925 sind:
| - 1608: 35 Familien - 1612: 21 Familien - 1615: 39 Familien - 1624: 39 Familien - 1679: 14 Familien - 1885: 284 Einwohner, 64 Wohngebäude                   | Mühlbach: Einwohnerzahlen von 1834 bis 1925 Jahr Einwohner 1834 305 1840 326 1846 347 1852 355 1858 358 1864 374 1871 293 1875 327 1885 284 1895 280 1905 282 1910 292 1925 297 Datenquelle: Histo  risches Ge  mein  de  ver  zeich  nis für Hessen: Die Be  völ  ke  rung der Ge  mei  nden 1834 bis 1967. Wies  baden: Hes  sisches Statis  tisches Lan  des  amt, 1968. |  |     |           |
| Mühlbach: Einwohnerzahlen von 1834 bis 1925 | |  |     |           |
| Jahr | |  |     | Einwohner |
| 1834 | 1834 |  | 305 | 305       |
| 1840 | 1840 |  | 326 | 326       |
| 1846 | 1846 |  | 347 | 347       |
| 1852 | 1852 |  | 355 | 355       |
| 1858 | 1858 |  | 358 | 358       |
| 1864 | 1864 |  | 374 | 374       |
| 1871 | 1871 |  | 293 | 293       |
| 1875 | 1875 |  | 327 | 327       |
| 1885 | 1885 |  | 284 | 284       |
| 1895 | 1895 |  | 280 | 280       |
| 1905 | 1905 |  | 282 | 282       |
| 1910 | 1910 |  | 292 | 292       |
| 1925 | 1925 |  | 297 | 297       |
| Datenquelle: Historisches Gemeindeverzeichnis für Hessen: Die Bevölkerung der Gemeinden 1834 bis 1967. Wiesbaden: Hessisches Statistisches Landesamt, 1968. | |  |     |           |

Elbgrund:
- 1961: 47 evangelische (= 8,82 %), 484 katholische (= 90,81 %) Einwohner[1]

| Elbgrund: Einwohnerzahlen von 1925 bis 2020 | Elbgrund: Einwohnerzahlen von 1925 bis 2020 | Elbgrund: Einwohnerzahlen von 1925 bis 2020 | Elbgrund: Einwohnerzahlen von 1925 bis 2020 | Elbgrund: Einwohnerzahlen von 1925 bis 2020 |
| --- | ------------------------------------------- | ------------------------------------------- | ------------------------------------------- | ------------------------------------------- |
| Jahr |                                             |                                             |                                             | Einwohner                                   |
| 1925 | 1925                                        |                                             | 409                                         | 409                                         |
| 1939 | 1939                                        |                                             | 423                                         | 423                                         |
| 1946 | 1946                                        |                                             | 632                                         | 632                                         |
| 1950 | 1950                                        |                                             | 622                                         | 622                                         |
| 1956 | 1956                                        |                                             | 551                                         | 551                                         |
| 1961 | 1961                                        |                                             | 533                                         | 533                                         |
| 1967 | 1967                                        |                                             | 580                                         | 580                                         |
| 1987 | 1987                                        |                                             | 701                                         | 701                                         |
| 1991 | 1991                                        |                                             | 750                                         | 750                                         |
| 2000 | 2000                                        |                                             | ?                                           | ?                                           |
| 2011 | 2011                                        |                                             | 783                                         | 783                                         |
| 2020 | 2020                                        |                                             | 773                                         | 773                                         |
| Datenquelle: Historisches Gemeindeverzeichnis für Hessen: Die Bevölkerung der Gemeinden 1834 bis 1967. Wiesbaden: Hessisches Statistisches Landesamt, 1968. Weitere Quellen: LAGIS; Gemeinde Elbtal; Zensus 2011 |                                             |                                             |                                             |                                             |

### Einwohnerstruktur 2011
Nach den Erhebungen des Zensus 2011 lebten am Stichtag, dem 9. Mai 2011, in Elbgrund 783 Einwohner. Darunter waren 45 (5,7 %) Ausländer. Nach dem Lebensalter waren 144 Einwohner unter 18 Jahren, 321 zwischen 18 und 49, 180 zwischen 50 und 64 und 135 Einwohner waren älter. Die Einwohner lebten in 318 Haushalten. Davon waren 75 Singlehaushalte, 102 Paare ohne Kinder und 108 Paare mit Kindern, sowie 21 Alleinerziehende und 12 Wohngemeinschaften. In 57 Haushalten lebten ausschließlich Senioren und in 216 Haushaltungen lebten keine Senioren.
Im Jahr 1961 gehörten 47 Einwohner der evangelische (8,21 %) und 484 Einwohner der katholische (90,81 %) Konfession an.

## Kultur und Sehenswürdigkeiten

### Vereine
Der Ort verfügt über den Sportverein Elbgrund 1920 e. V., den gemischten Chor „Liederkranz“, die katholische Frauengemeinschaft und die Freiwillige Feuerwehr Elbgrund, gegr. 1934 (seit 25. August 2007 mit ihrer Jugendfeuerwehr).

### Bauwerke

#### Hof Waldmannshausen
Hauptartikel: Burg Waldmannshausen

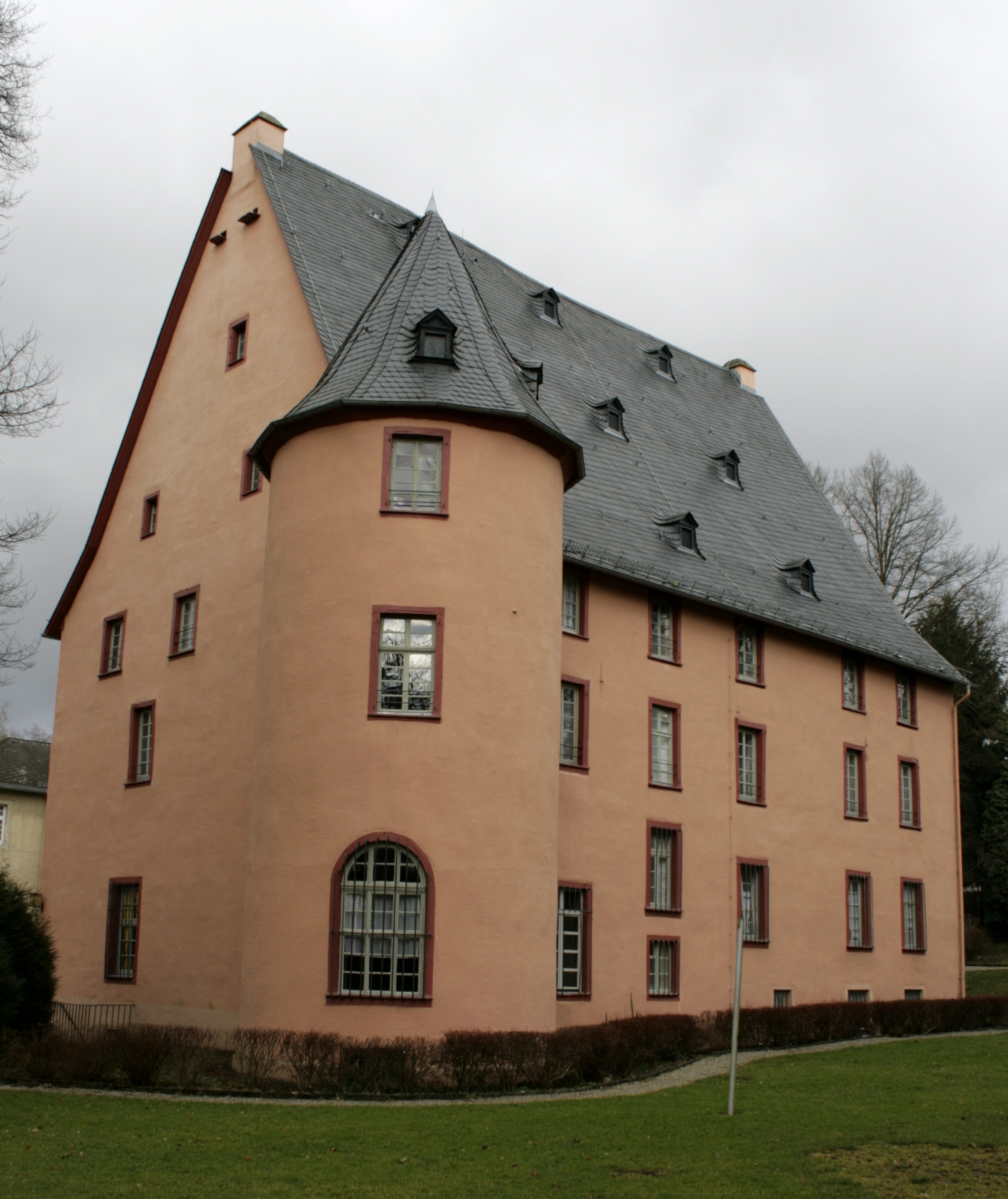
Rückseite der Neuen Burg mit Rundturm

Ursprung des Orts und bis heute sein bedeutendstes Baudenkmal ist der ehemalige Lehenshof Waldmannshausen am westlichen Ortsrand. Die Gesamtanlage besteht aus den Ruinen „Alten Burg“, dem neueren Herrensitz mit angrenzendem Gutshof und der heute weitgehend verwilderten Parkanlage dazwischen.

#### Dorfgemeinschaftshaus

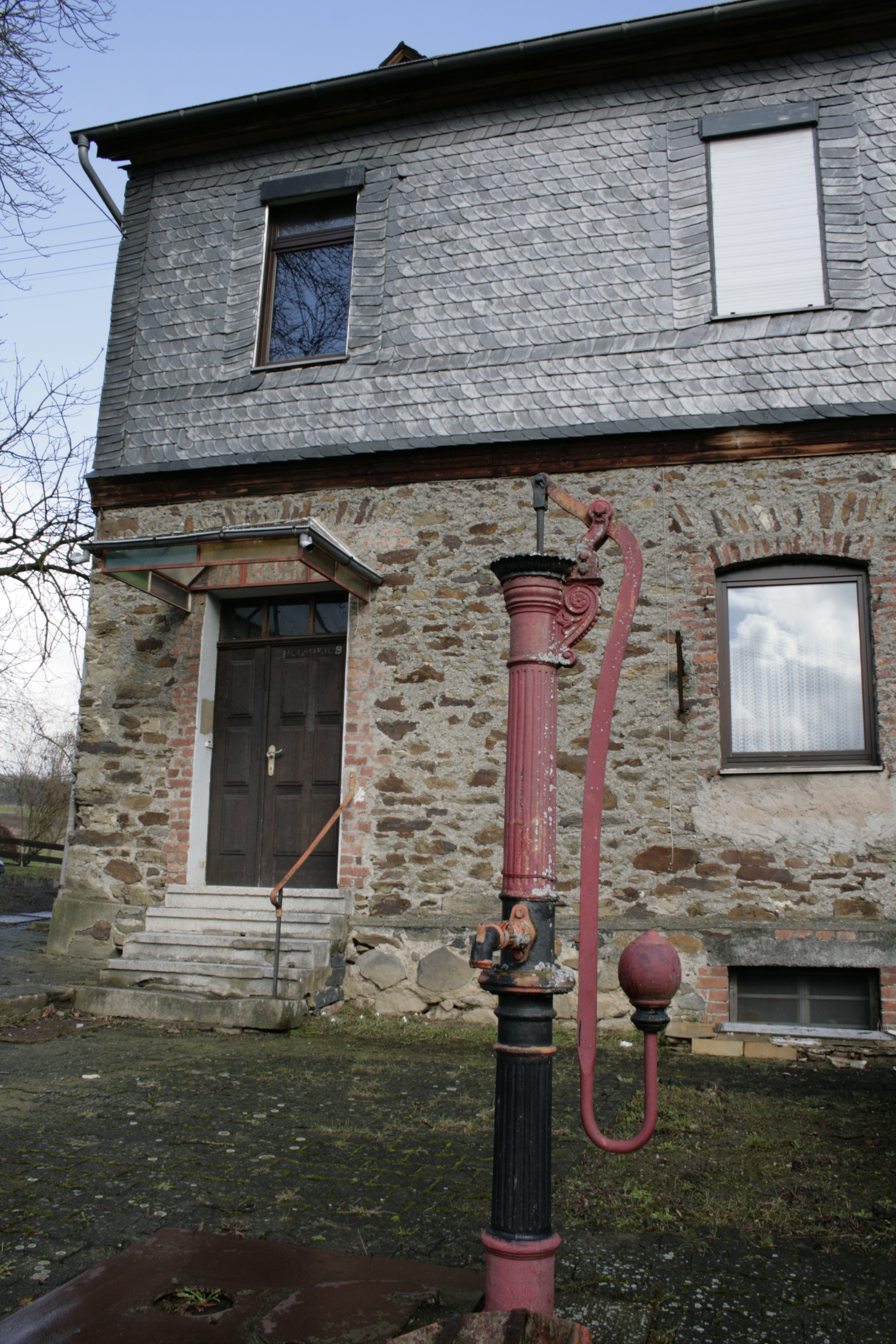
Dorfgemeinschaftshaus

Das Haus wurde in Folge des Nassauischen Bildungsedikts von 1817 als Volksschule errichtet. Das Erdgeschoss besteht aus Bruchsteinmauerwerk, auf das ein mit Schiefer verkleidetes Fachwerkgeschoss aufgesetzt wurde. Das Dach wird durch flache Gauben geprägt. Die Bruchstein-Stützmauer zur Straße hin und die Kastanie im Hof sind Teil des Baudenkmals. Inzwischen beherbergen das Haus und sein moderner Anbau das Gemeinschaftshaus des Ortsteils. Adresse: Mainzer Straße 20

#### Hohlstraße 3

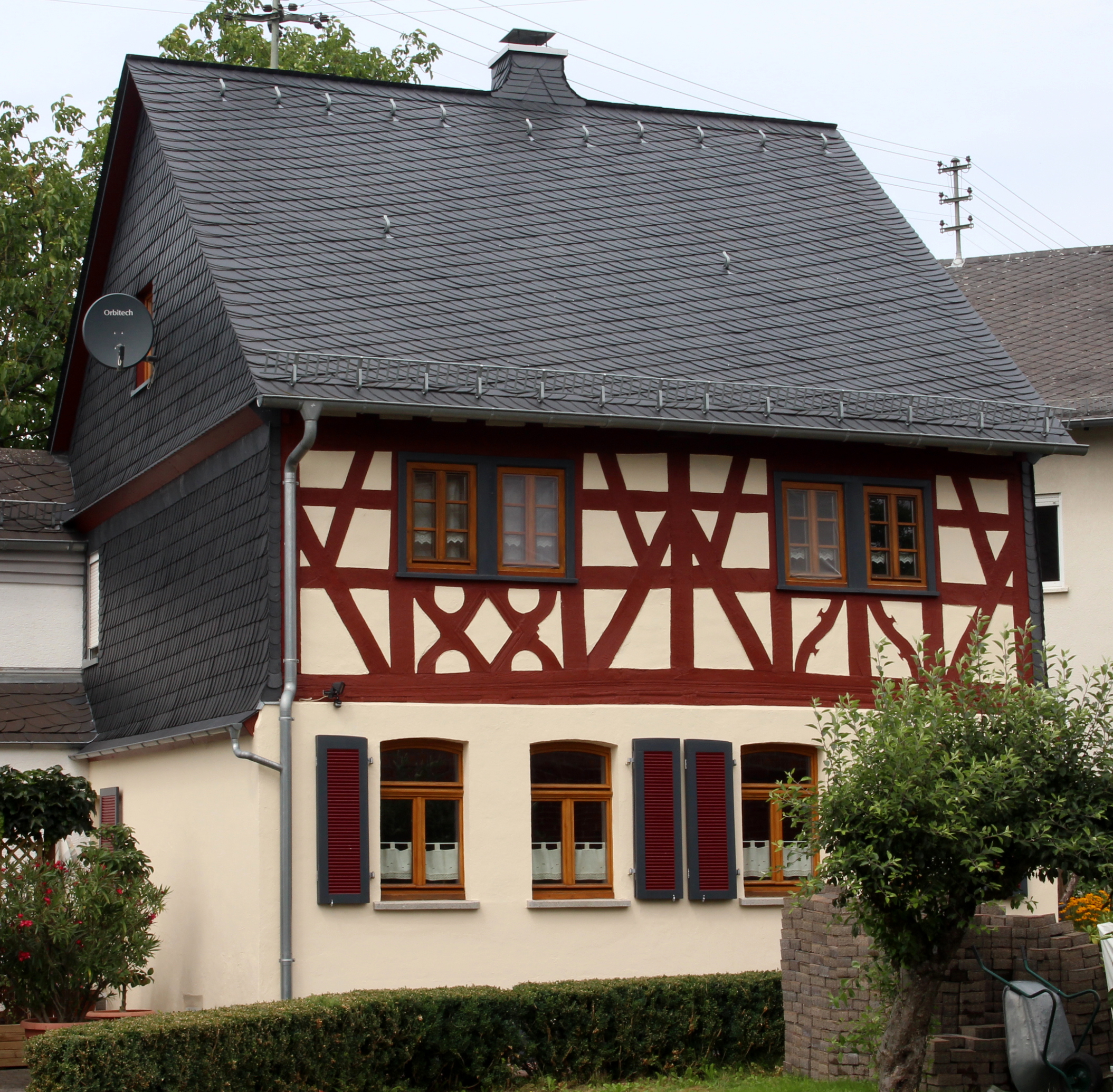
Hohlstraße 3

Bei dem einzigen denkmalgeschützten reinen Wohnhaus und dem schönsten Beispiel für Sichtfachwerk des Orts handelt es sich um das Wohnhaus einer Hofreite. Eine Jahreszahl im Schnitzwerk gibt das Baujahr 1729 an. Die zur Straße ausgerichtete Traufseite zeigt zwei symmetrische Zonen mit sehr ebenmäßigem, barockem Fachwerk. Manformen, geschweifte Andreaskreuze, geschweifte und genaste Querstreben sowie Schnitzereien an der Schwelle des Obergeschosses zieren die Konstruktion. Um 1900 wurde ein kleiner Anbau errichtet.

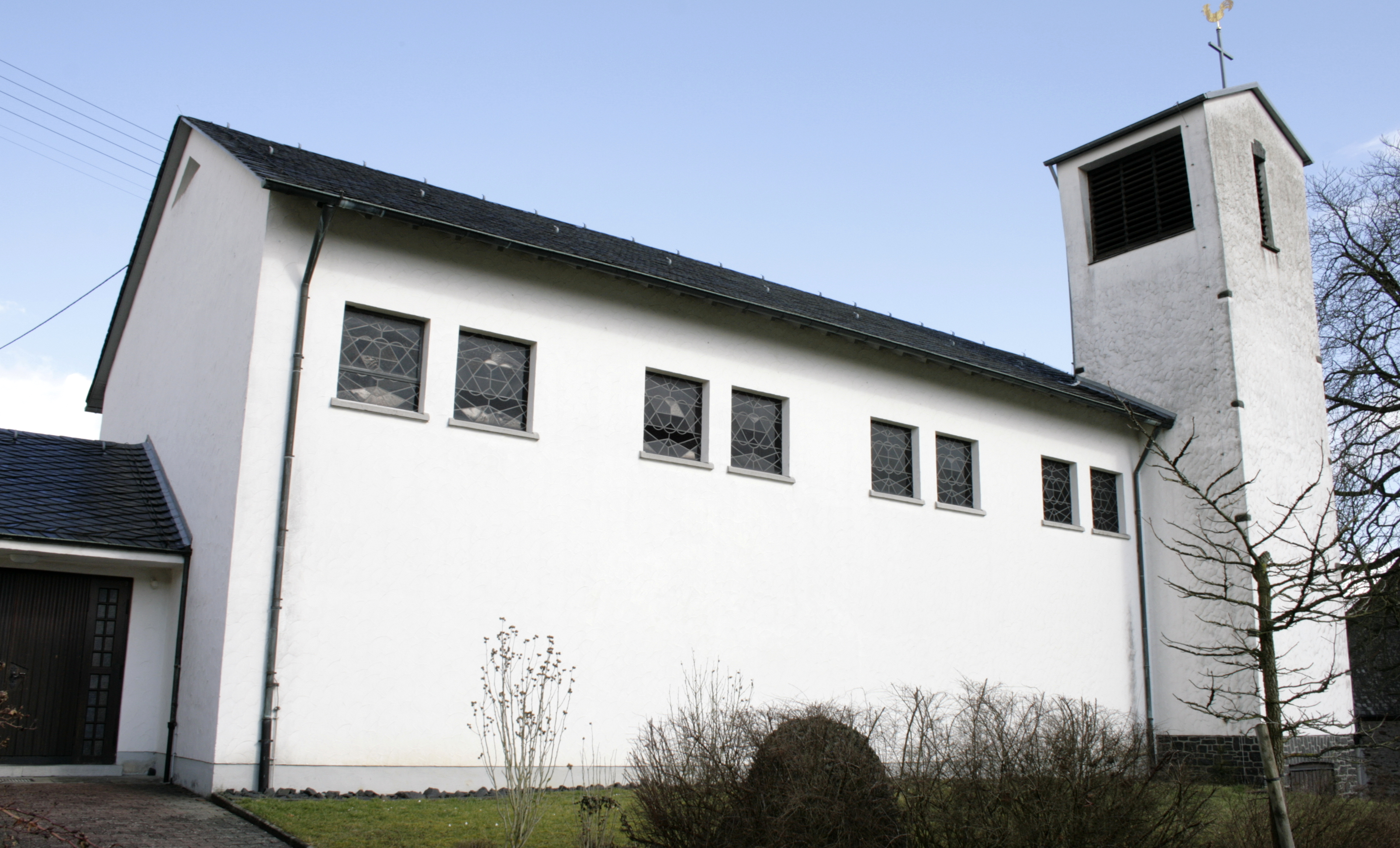
Kirche
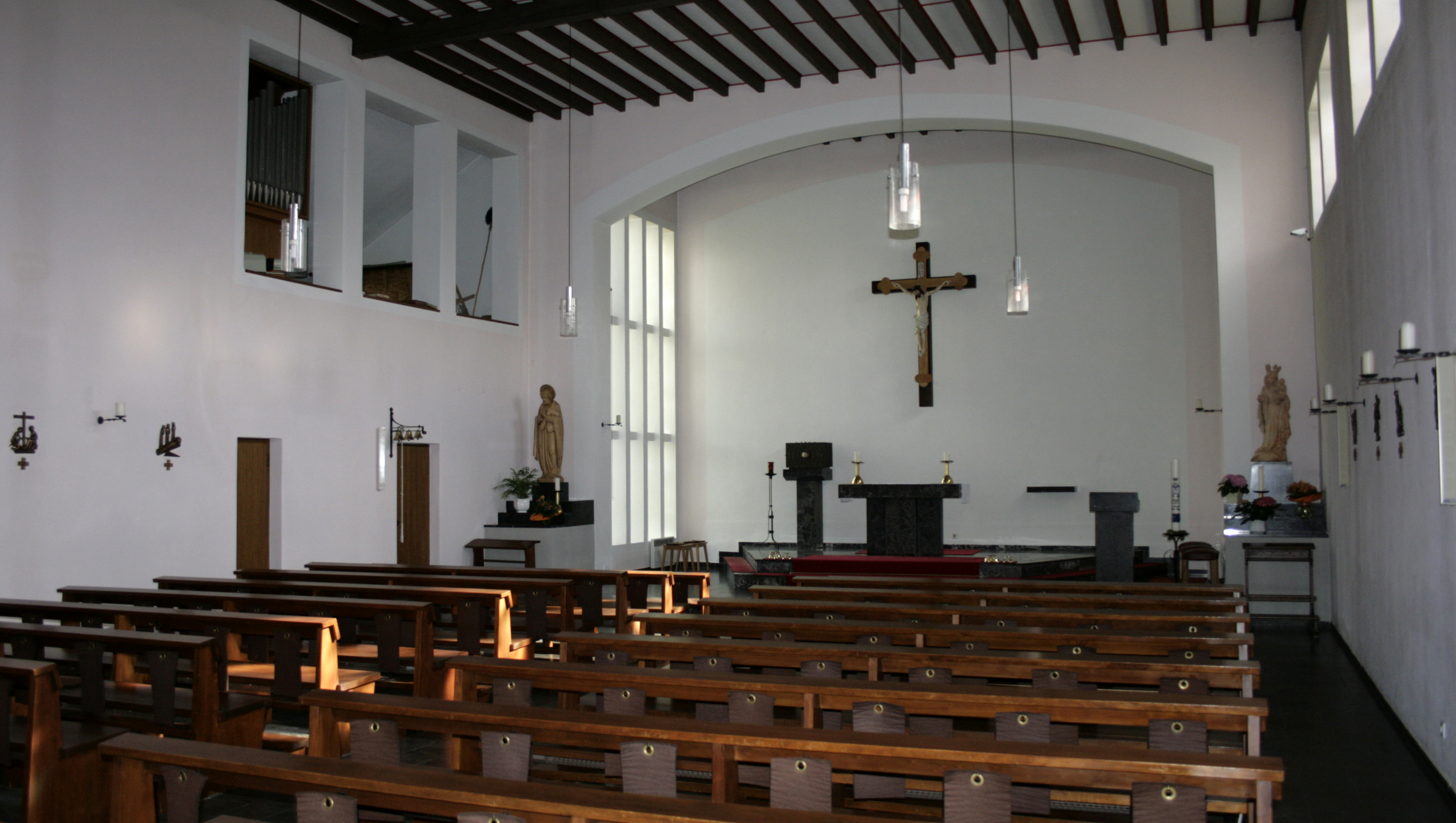
Innenraum der Kirche